# Opačná kategorie
V teorii kategorií, oboru matematiky, je opačná kategorie či duální kategorie {\displaystyle {\mathcal {C}}\,^{\rm {op}}}dané kategorie {\displaystyle {\mathcal {C}}} utvořena obrácením morfismů, tj. výměnou zdroje a cíle každého morfismu. Dvojnásobná výměna dává původní kategorii, takže opak opačné kategorie je původní kategorie. Symbolicky: {\textstyle \left({\mathcal {C}}\,^{\rm {op}}\right)^{\rm {op}}={\mathcal {C}}.}

## Příklady
- Příkladem je obrácení směru nerovností v částečném uspořádání. Tedy pokud X je množina a ≤ relace částečného uspořádání, můžeme definovat nový vztah částečného uspořádání ≤op jako

x ≤op y, právě když y ≤ x.
Toto nové uspořádání se běžně nazývá duální uspořádání k ≤ a je většinou značeno symboly jako například ≥. Proto hraje dualita důležitou roli v teorii uspořádání a každý koncept z teorie uspořádání má koncept duální. Například existují opačné dvojice dítě/rodič, potomek/předek, infimum/supremum, dolní množina/horní množina, ideál/filtr apod. Tyto duality v teorii uspořádání jsou zase zvláštními případy konstrukce opačných kategorií, protože každou uspořádanou množinu lze chápat jako kategorii.
- Pro danou pologrupu {\displaystyle \left(S,*\right)}se obvykle opačná pologrupa definuje jako {\displaystyle \left(S,*\right)^{\rm {op}}=\left(S,\cdot \right)\!,} kde {\displaystyle x\cdot y\equiv y*x} pro každá {\displaystyle x,y\in S}. Takže i pro pologrupy platí princip duality. Je zřejmé, že stejná konstrukce funguje i pro grupy a je známa také v teorii okruhů, kde se aplikuje na multiplikativní pologrupu okruhu, čímž se zkonstruuje opačný okruh. I zde lze tento proces popsat rozšířením pologrupy na monoid, přičemž se vezme příslušná opačná kategorie a nakonec se z toho monoidu případně odstraní jednotka.
- Kategorie booleovských algeber a booleovských homomorfismů je ekvivalentní k opaku kategorie Stoneových prostorů a spojitých funkcí.
- Kategorie afinních schémat je ekvivalentní k opaku kategorie komutativních okruhů.
- Pontryaginova dualita se omezuje na ekvivalenci mezi kategorií kompaktních Hausdorffových abelovských topologických grup a opakem kategorie (diskrétních) abelovských grup.
- Podle Gelfandovy-Neumarkovy věty je kategorie lokalizovatelných měřitelných prostorů (s měřitelnými funkcemi) ekvivalentní s kategorií komutativních Von Neumannových algeber (s normálními unitálními homomorfismy *-algeber). [1]

## Vlastnosti
Opak zachovává součiny:
{\displaystyle \left({\mathcal {C}}\times {\mathcal {D}}\right)^{\rm {op}}\cong {\mathcal {C}}\,^{\rm {op}}\times {\mathcal {D}}\,^{\rm {op}}} (viz součinová kategorie)
Opak zachovává funktory:
{\displaystyle {\rm {{Func}\left(C,D\right)^{\rm {op}}\cong {\rm {{Func}\left(C^{\rm {op}},D^{\rm {op}}\right)}}}}} (viz kategorie funktorů, opačný funktor)  
Opak zachovává řezy:
{\displaystyle \left(F\downarrow G\right)^{\rm {op}}\cong \left(G^{\rm {op}}\downarrow F^{\rm {op}}\right)} (viz čárková kategorie)